# Saint-Martin-Osmonville
Saint-Martin-Osmonville è un comune francese di 1 171 abitanti situato nel dipartimento della Senna Marittima nella regione della Normandia.

## Società

### Evoluzione demografica
Abitanti censiti